# Ройтер, Штефан
Ште́фан Ро́йтер (нем. Stefan Reuter; 16 октября 1966, Динкельсбюль, Бавария, ФРГ) — немецкий футболист, выступал на позиции защитника. Сейчас является спортивным директором клуба «Аугсбург».

## Карьера
Штефан Ройтер начал футбольную карьеру в любительском клубе «Динкельсбюль 1860» из своего родного, одноимённого города. Затем выступал сначала за молодёжный состав «Нюрнберга», а потом и за основную команду. В 1988 году он перешёл в мюнхенскую «Баварию», в составе которой стал двукратным чемпионом Германии и обладателем Суперкубка Германии. В 1990 году в составе сборной стал победителем мирового первенства, сыграв на турнире 6 матчей. В следующем году Ройтер уехал на Апеннины в «Ювентус». Но, не закрепившись в основном составе, Штефан вернулся на родину и провёл 13 лет до конца карьеры в дортмундской «Боруссии», выиграв с ней Лигу чемпионов, Межконтинентальный кубок, два раза Суперкубок Германии и три раза Чемпионат Германии.

## Достижения
- Чемпион Европы (до 16): 1984
- Чемпион Германии: 1988/89, 1989/90, 1994/95, 1995/96, 2001/02
- Чемпион мира: 1990
- Обладатель Суперкубка Германии: 1990, 1995, 1996
- Чемпион Европы: 1996
- Победитель Лиги чемпионов: 1996/97
- Обладатель Межконтинентального кубка: 1997